# Liste der Waffensysteme der bulgarischen Streitkräfte
Diese Liste enthält Waffensysteme der bulgarischen Streitkräfte, die sich noch im Einsatz befinden, eingelagert oder nicht mehr einsatzfähig sind. Die meisten Waffensysteme stammen aus sowjetischer Produktion. 

## Heer

### Artillerie
Feldhaubitzen
- 152 152-mm-Kanonenhaubitze M1955 (D-20)
- 198 122-mm-Haubitze M1938 (M-30)  (nicht alle einsatzfähig)
- 28 130-mm-Kanone M-46
- 195 122-mm-Kanone M1931 (A-19) (nicht alle einsatzfähig)
- 126 100-mm-Panzerabwehrkanone T-12

Panzerhaubitze
- 49  2S1 Karamfil 122 mm

Mörser 
- M6-211 60 mm
- M8 82 mm
- M82 82 mm
- 359 2S11 Tundscha 120 mm

Mehrfachraketenwerfer
- BM-21 (222)

### Gepanzerte Fahrzeuge
Kampfpanzer
- T-72M2 (160 T-72M2 im aktiven Dienst; 272 T-72M1 eingelagert)

Panzerfahrzeuge
- BMP-1P (100)
- BMP-23 (114)
- BMP-30
- BTR-60 (618: 30 BTR-60PB-MD1 modernisiert, Rest eingelagert)
- MT-LB, MT-LBu (1025; der größte Teil eingelagert)

## Luftabwehr
Luftabwehrsysteme
- 9K32 Strela-2M
- 9K33 Osa (24)
- 9K34 Strela-3
- 9K35 Strela-10M (20)
- 9K38 Igla

### Panzerabwehr
Panzerabwehrlenkwaffen
- 9K11 Maljutka
- 9K111 Fagot
- 9K113 Konkurs

## Luftstreitkräfte/Luftverteidigung

### Flugzeuge
| Flugzeug                         | Herkunft                     | Verwendung                | Version        | Aktiv          | Eingelagert    | Bestellt       | Anmerkungen    |
| Kampfflugzeuge                   | Kampfflugzeuge               | Kampfflugzeuge            | Kampfflugzeuge | Kampfflugzeuge | Kampfflugzeuge | Kampfflugzeuge | Kampfflugzeuge |
| -------------------------------- | ---------------------------- | ------------------------- | -------------- | -------------- | -------------- | -------------- | -------------- |
| Mikojan-Gurewitsch MiG-21        | Sowjetunion                  | Abfangjäger               | MiG-21         | 12             |                |                |                |
| Mikojan-Gurewitsch MiG-29        | Sowjetunion                  | Mehrzweckkampfflugzeug    | MiG-29         | 16             |                |                |                |
| Suchoi Su-25                     | Sowjetunion                  | Erdkampfflugzeug          | Su-25          | 5              |                |                |                |
| Flugzeuge für Spezialmissionen   |                              |                           |                |                |                |                |                |
| Antonow An-30                    | Sowjetunion                  | Aufklärungsflugzeug       | An-30          | 1              |                |                |                |
| Transportflugzeuge               |                              |                           |                |                |                |                |                |
| Alenia C-27                      | Italien                      | Militärischer Transporter | C-27J          | 2              |                | 3              |                |
| Antonow An-26                    | Sowjetunion                  | Militärischer Transporter | An-26          | 4              |                |                |                |
| Let L-410                        | Tschechoslowakei, Tschechien | Transportflugzeug         | L-410UVP-E3    | 5              |                |                |                |
| Pilatus PC-12                    | Schweiz                      | Transportflugzeug         | PC-12M         | 1              |                |                |                |
| Kampfhubschrauber                |                              |                           |                |                |                |                |                |
| Eurocopter AS 332                | Europäische Union            | Mehrzweckhubschrauber     | AS 532AL       | 12             |                |                |                |
| Mil Mi-17                        | Sowjetunion                  | Mehrzweckhubschrauber     | Mi-17          | 11             |                |                |                |
| Mil Mi-24                        | Sowjetunion                  | Kampfhubschrauber         | Mi-24D/W       | 12             |                |                |                |
| Schulflugzeuge und -hubschrauber |                              |                           |                |                |                |                |                |
| Aero L-39                        | Tschechoslowakei, Tschechien | Schulflugzeug             | L-39ZA         | 20             | 7              |                |                |
| Bell 206                         | Vereinigte Staaten           | Schulhubschrauber         | Bell 206B-3    | 6              |                |                |                |
| Pilatus PC-9                     | Schweiz                      | Schulflugzeug             | PC-9M          | 6              |                |                |                |

### Luftabwehrsysteme
- S300 (10)
- S-75
- S-125 Newa (32)
- 2K11 Krug (27) ausgemustert
- S-200 (10)
- 2K12 Kub (20)

## Marine / Küstenwache

### Fregatten
| Fregatten                  | Fregatten | Fregatten                                   | Fregatten                                                    | Fregatten          | Fregatten |
| Klasse                     | Schiffe   | Schiffe                                     | Schiffe                                                      | Typ                | Bild      |
| Klasse                     | Kennung   | Name                                        | Dienstzeit00                                                 | Typ                | Bild      |
| -------------------------- | --------- | ------------------------------------------- | ------------------------------------------------------------ | ------------------ | --------- |
| Projekt 1159 (Koni-Klasse) | 11        | Smeli (Смели)                               | seit 1975                                                    |                    |           |
| Wielingen-Klasse           | 41 42 43  | Drazki (Дръзки) Verni (Верни) Gordi (Горди) | seit 21. Oktober 2005 seit Februar 2009 seit 22. August 2008 | Lenkwaffenfregatte |           |

- 7 Korvetten:
  - 2 Pauk-Klasse
  - 4 Poti-Klasse
  - 1 Tarantul-Klasse
- 5 Minenräumboote:
  - 4 Projekt 1265
  - 1 Tripartite-Klasse
- 17 Patrouillenboote
- 1 Unterseeboot Projekt 633 Slawa[2]